# Honda Capa
Honda Capa — минивэн производства японской компании Honda, выпускавшийся с 1998 по 2002 год. Вытеснен с конвейера моделью Honda Mobilio.

## Описание
Впервые Honda Capa был представлен в 1997 году на Токийском автосалоне под индексом «J-MW». Его продажи начались 24 апреля 1998 года. Кодовые обозначения — GA4 и GA6.
Изначально у Capa была только переднеприводная компоновка. 16 сентября 1999 года была представлена полноприводная версия с системой Full-Time 4wd. В стандартную комплектацию входила система помощи при экстренном торможении автомобиля. Honda Capa продавался в Японии у дилеров Honda Primo и Honda Verno. 
В 2000 году Honda Capa прошёл рестайлинг. Изменения коснулись радиаторной решётки, бамперов и сидений.
В феврале 2002 года Honda Capa был снят с производства из-за проблем с продажами.

## Технические характеристики
Honda Capa оснащён 1,5-литровым (1493 см3) рядным четырёхцилиндровым 16-клапанным двигателем Honda D15B мощностью 72 кВт (98 л. с.) при 6300 об/мин и крутящим моментом 133 Н⋅м при 3500 об/мин. Степень сжатия двигателя составляет 9,4:1, диаметр цилиндра — 75 мм, а ход поршня — 84,5 мм. Система впрыска топлива — PGM-FI.

## Галерея

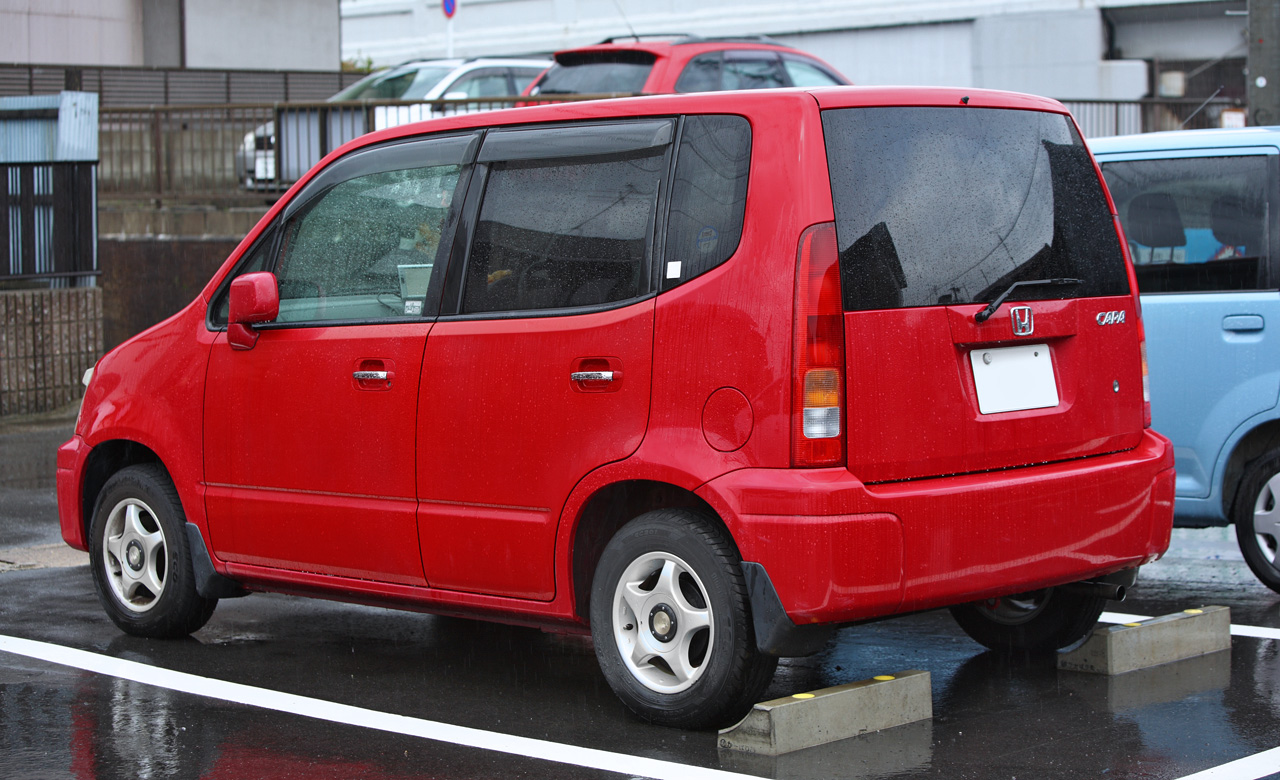
Вид сзади
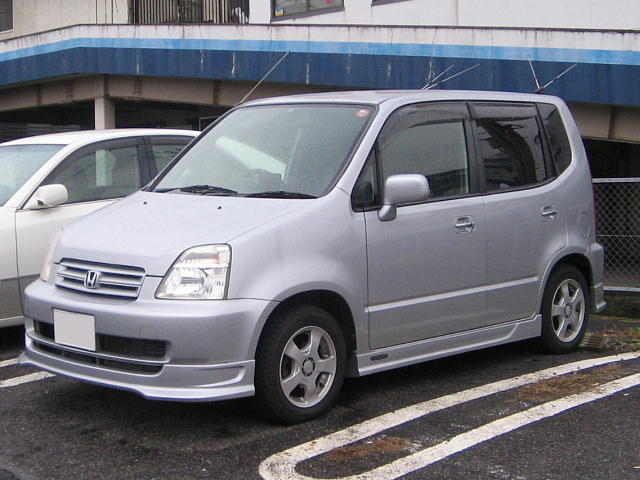
Вид спереди